# ایزابل پانتوجا

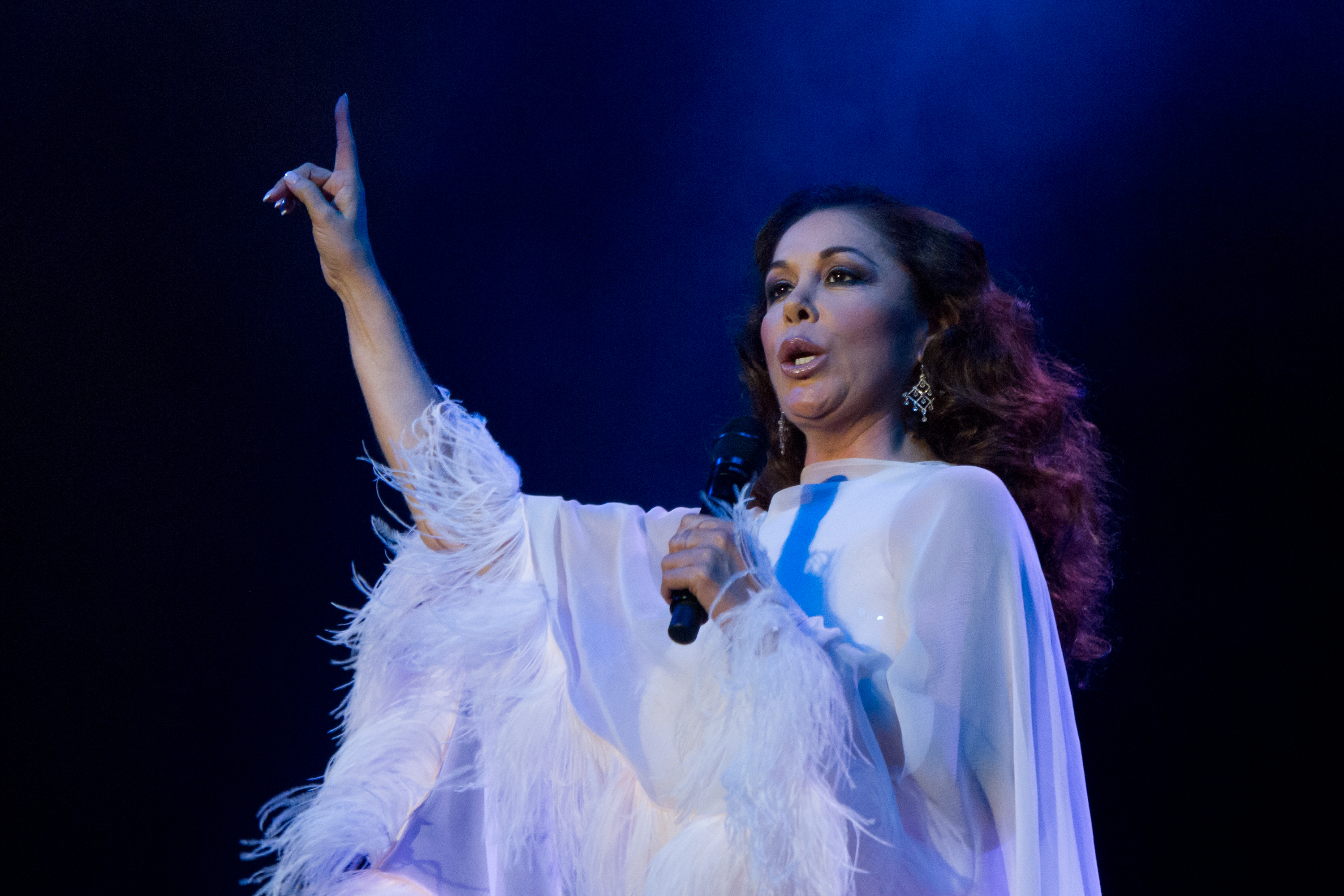

ماریا ایزابل پانتوجا مارتین (سویل، ۲ اوت ۱۹۵۶) خواننده و هنرپیشه اسپانیایی است. او تورهای زیادی در اسپانیا و آمریکای لاتین داشته‌است.
ایزابل پانتوجا در ۲ اوت ۱۹۵۶ در خیابان خوان دیاز د سولیس، شماره ۸، در محله تریانا در شهر سویل اسپانیا به دنیا آمد. پدربزرگ مادری ایزابل یک سبزی فروش معروف در بازار سویل بود که به او کاهو می‌گفتند.